# Regione Meridionale
La Regione Meridionale (ufficialmente Southern Region, in inglese) è una delle tre regioni del Malawi. Il suo capoluogo è Blantyre.

## Geografia antropica

### Suddivisioni amministrative
La Regione Meridionale comprende 13 distretti:
- Balaka
- Blantyre
- Chikwawa
- Chiradzulu
- Machinga
- Mangochi
- Mulanje
- Mwanza
- Nsanje
- Thyolo
- Phalombe
- Zomba
- Neno